# Lestelle-de-Saint-Martory
Lestelle-de-Saint-Martory là một xã thuộc tỉnh Haute-Garonne trong vùng Occitanie tây nam nước Pháp. Xã này nằm ở khu vực có độ cao trung bình 297 mét trên mực nước biển.